# Большая Шалдинка
Большая Шалдинка (Большая Шалдейка) — река в Горнозаводском городском округе Пермского края, приток Койвы. Впадает в Койву справа в 150 км от её устья. Длина реки 11 км. Исток реки примерно в 11 км на юго-запад от посёлка Медведка, основное направление течения — на юго-восток и восток. Устье в 10 км севернее посёлка Промысла.

## Данные водного реестра
По данным государственного водного реестра России, река относится к Камскому бассейновому округу, бассейн реки Кама, подбассейн — Кама до Куйбышевского водохранилища (без бассейнов рек Белой и Вятки), водохозяйственный участок реки — Чусовая от в/п пгт. Кын до устья. Код объекта в государственном водном реестре — 10010100712111100011177.